# Enna silvae
Espèce
Enna silvae est une espèce d'araignées aranéomorphes de la famille des Trechaleidae.

## Distribution
Cette espèce est endémique de la région de Madre de Dios au Pérou,. Elle se rencontre vers Puerto Maldonado.

## Description
La femelle holotype mesure 4,81 mm.

## Étymologie
Cette espèce est nommée en l'honneur de Diana Silva-Dávila.

## Publication originale
- Silva & Lise, 2011 : Seven new species of Enna (Araneae: Trechaleidae) from Central and South America. Zootaxa, no 2919, p. 60-68.